# Premio al Máximo Asistidor de la K League
El Premio al Máximo Asistidor de la K League es un premio de fútbol para los jugadores de la K League. El premio es otorgado al mejor asistidor de la liga cada temporada.

## Ganadores

### K League 1 (1983-presente)
| Año  | Futbolista         | Club                            | Asist. | Part. | Prom. |
| ---- | ------------------ | ------------------------------- | ------ | ----- | ----- |
| 1983 | Park Chang-sun     | Hallelujah FC                   | 6      | 15    | 0.40  |
| 1984 | Rob Landsbergen    | Hyundai Horang-i                | 9      | 27    | 0.33  |
| 1985 | Piyapong Pue-on    | Lucky-Goldstar Hwangso          | 6      | 21    | 0.29  |
| 1986 | Kang Deuk-soo      | Lucky-Goldstar Hwangso          | 8      | 15    | 0.53  |
| 1987 | Choi Sang-kook     | POSCO Atoms                     | 8      | 30    | 0.27  |
| 1988 | Kim Jong-boo       | POSCO Atoms                     | 5      | 15    | 0.33  |
| 1989 | Lee Heung-sil      | POSCO Atoms                     | 11     | 39    | 0.28  |
| 1990 | Choi Dae-shik      | Lucky-Goldstar Hwangso          | 7      | 29    | 0.24  |
| 1991 | Kim Jun-hyun       | Yukong Elephants                | 8      | 29    | 0.28  |
| 1992 | Shin Dong-chul     | Yukong Elephants                | 8      | 25    | 0.32  |
| 1993 | Yoon Sang-chul     | LG Cheetahs                     | 8      | 27    | 0.30  |
| 1994 | Ko Jeong-woon      | Ilhwa Chunma                    | 10     | 21    | 0.48  |
| 1995 | Amir Teljigović    | Daewoo Royals                   | 7      | 26    | 0.27  |
| 1996 | Rade Bogdanović    | Pohang Atoms                    | 14     | 32    | 0.44  |
| 1997 | Denis Laktionov    | Suwon Samsung Bluewings         | 5      | 10    | 0.50  |
| 1998 | Jung Jeong-soo     | Ulsan Hyundai Horang-i          | 9      | 19    | 0.47  |
| 1999 | Byun Jae-sub       | Chonbuk Hyundai Dinos           | 8      | 25    | 0.32  |
| 2000 | André              | Anyang LG Cheetahs              | 10     | 29    | 0.34  |
| 2001 | Zoran Urumov       | Busan I'Cons                    | 10     | 23    | 0.43  |
| 2002 | Lee Chun-soo       | Ulsan Hyundai Horang-i          | 9      | 18    | 0.50  |
| 2003 | Edmilson           | Jeonbuk Hyundai Motors          | 14     | 39    | 0.36  |
| 2004 | Hong Soon-hak      | Daegu FC                        | 6      | 18    | 0.33  |
| 2005 | Ricardo Nascimento | FC Seoul                        | 9      | 16    | 0.56  |
| 2006 | Adriano Chuva      | Daejeon Citizen                 | 8      | 24    | 0.33  |
| 2007 | Tavares            | Pohang Steelers                 | 11     | 23    | 0.48  |
| 2008 | Brasília           | Ulsan Hyundai                   | 6      | 13    | 0.46  |
| 2009 | Luiz Henrique      | Jeonbuk Hyundai Motors          | 12     | 28    | 0.43  |
| 2010 | Koo Ja-cheol       | Jeju United                     | 11     | 26    | 0.42  |
| 2011 | Lee Dong-gook      | Jeonbuk Hyundai Motors          | 15     | 27    | 0.56  |
| 2012 | Mauricio Molina    | FC Seoul                        | 19     | 41    | 0.46  |
| 2013 | Mauricio Molina    | FC Seoul                        | 13     | 35    | 0.37  |
| 2014 | Lee Seung-gi       | Jeonbuk Hyundai Motors          | 10     | 26    | 0.38  |
| 2015 | Yeom Ki-hun        | Suwon Samsung Bluewings         | 17     | 35    | 0.49  |
| 2016 | Yeom Ki-hun        | Suwon Samsung Bluewings         | 15     | 34    | 0.44  |
| 2017 | Son Jun-ho         | Pohang Steelers                 | 14     | 35    | 0.40  |
| 2018 | Cesinha            | Daegu FC                        | 11     | 25    | 0.44  |
| 2019 | Moon Seon-min      | Jeonbuk Hyundai Motors          | 10     | 32    | 0.31  |
| 2020 | Kang Sang-woo      | Sangju Sangmu / Pohang Steelers | 12     | 26    | 0.46  |

### K League 2 (2013-presente)
| Año  | Futbolista     | Club            | Asist. | Part. | Prom. |
| ---- | -------------- | --------------- | ------ | ----- | ----- |
| 2013 | Yeom Ki-hun    | Police FC       | 11     | 21    | 0.52  |
| 2014 | Choi Jin-ho    | Gangwon FC      | 9      | 33    | 0.27  |
| 2015 | Kim Jae-sung   | Seoul E-Land    | 12     | 39    | 0.31  |
| 2016 | Lee Ho-seok    | Gyeongnam FC    | 10     | 27    | 0.37  |
| 2017 | Chang Hyuk-jin | Ansan Greeners  | 13     | 33    | 0.39  |
| 2018 | Rômulo         | Busan IPark     | 9      | 35    | 0.26  |
| 2019 | Jeong Jae-hee  | Jeonnam Dragons | 10     | 29    | 0.34  |
| 2020 | Kim Young-uk   | Jeju United     | 7      | 23    | 0.30  |